# Acacia fulva
Espèce
Répartition géographique
Classification phylogénétique
Acacia fulva est une espèce de plantes à fleurs du genre Acacia et de la famille des Mimosaceae. C'est un arbuste ou un arbre trouvé dans l'est de l'Australie.

## Description
Acacia fulva se développe comme un arbuste ou un arbre, allant de 1,5 à 15 mètres de hauteur. Les jeunes arbres ont une écorce lisse gris-vert, qui s'assombrit et devient rugueuse et fissurée avec l'âge. La nouvelle croissance est couverte de poils veloutés brun-rouge
. Les feuilles gris argent sont pennées, avec 4 à 12 paires de pinnules, chacune de 3 à 7,5 centimètres de long. Chaque pinna est à son tour composé de 11 à 28 paires de pinnules de 3 à 10 millimètres de long. La floraison a lieu de novembre à juin, les capitules jaunes sont disposés en panicules ou racèmes axillaires et terminaux. Chaque petite fleur ronde est composée de 20 à 40 fleurs individuelles. La floraison est suivie par le développement des gousses coriaces de 2 à 12 cm de long, mûres entre avril et novembre.

## Répartition et habitat
Acacia fulva est présent en Nouvelle-Galles du Sud dans l'est de l'Australie.
On le trouve sur les sols dérivés du grès et du basalte riches en nutriments. Il pousse en forêt, associé à des espèces telles que Eucalyptus tereticornis, Eucalyptus moluccana et Eucalyptus crebra, et des arbustes comme Jacksonia scoparia ou des genres Exocarpos, Clerodendrum, Clematis et Senecio.

## Source de la traduction
- (en) Cet article est partiellement ou en totalité issu de l’article de Wikipédia en anglais intitulé « Acacia fulva » (voir la liste des auteurs).